# Bitwa pod Białowieżą (VIII 1920)

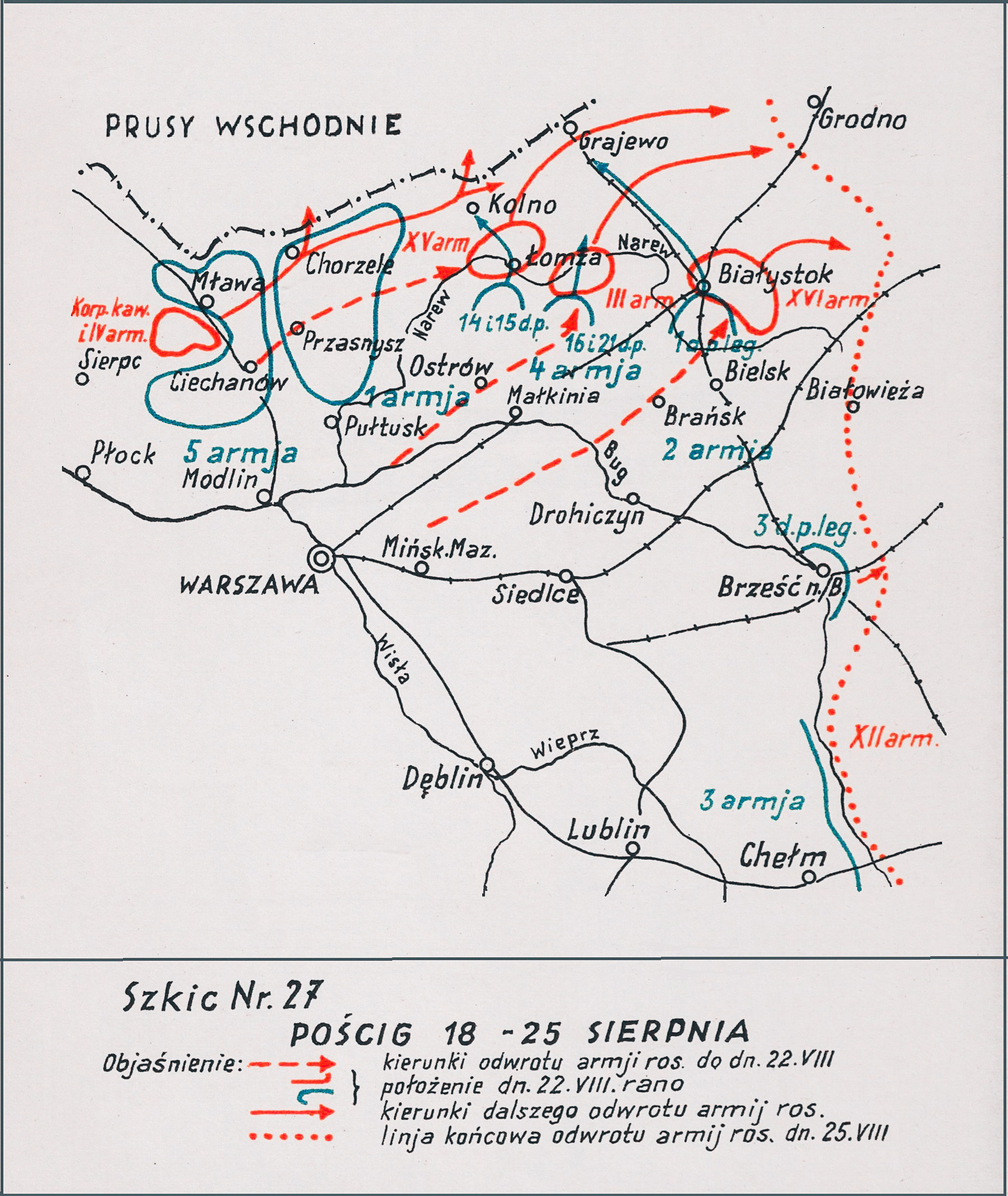
Adam Przybylski
Wojna Polska 1918–1921

Bitwa pod Białowieżą – walki polskiego oddziału zmotoryzowanego por. Władysława Moykowskiego z oddziałami sowieckiej 41 Dywizji Strzelców w czasie Bitwy Warszawskiej w okresie wojny polsko-bolszewickiej.

## Geneza
Realizując w drugiej połowie sierpnia 1920 operację warszawską, wojska polskie powstrzymały armie Frontu Zachodniego Michaiła Tuchaczewskiego. 1 Armia gen. Franciszka Latinika zatrzymała sowieckie natarcie na przedmościu warszawskim, 5 Armia gen. Władysława Sikorskiego podjęła działania ofensywne nad Wkrą, a ostateczny cios sowieckim armiom zadał marszałek Józef Piłsudski, wyprowadzając uderzenie znad Wieprza. Zmieniło to radykalnie losy wojny. Od tego momentu Wojsko Polskie było w permanentnej ofensywie.
Po klęsce nad Wisłą dowództwo sowieckie pospiesznie uzupełniało i reorganizowało ocalałe z pogromu jednostki. Uchodząca spod Warszawy 16 Armia Nikołaja Sołłohuba miała zorganizować obronę na Bugu pod Drohiczynem i Grannem. Jednakże na szlakach odwrotu większość jednostek armii ogarnęła panika i demoralizacja.

## Walczące wojska
| Jednostka                     | Dowódca                   | Podporządkowanie |
| Wojsko Polskie                |                           |                  |
| 1 Dywizja Piechoty Legionów   | płk Stefan Dąb-Biernacki  | 2 Armia          |
| 1 Dywizja Litewsko-Białoruska | gen. Jan Rządkowski       |                  |
| ⇒ Wileński pułk strzelców     | mjr Stanisław Bobiatyński | 1 DL-B           |
| → oddział wypadowy            | por. Władysław Moykowski  | 1 DL-B           |
| Armia Czerwona                |                           |                  |
| 41 Dywizja Strzelców          | Żan Francewicz Zonberg    | 16 Armia         |

## Walki pod Białowieżą

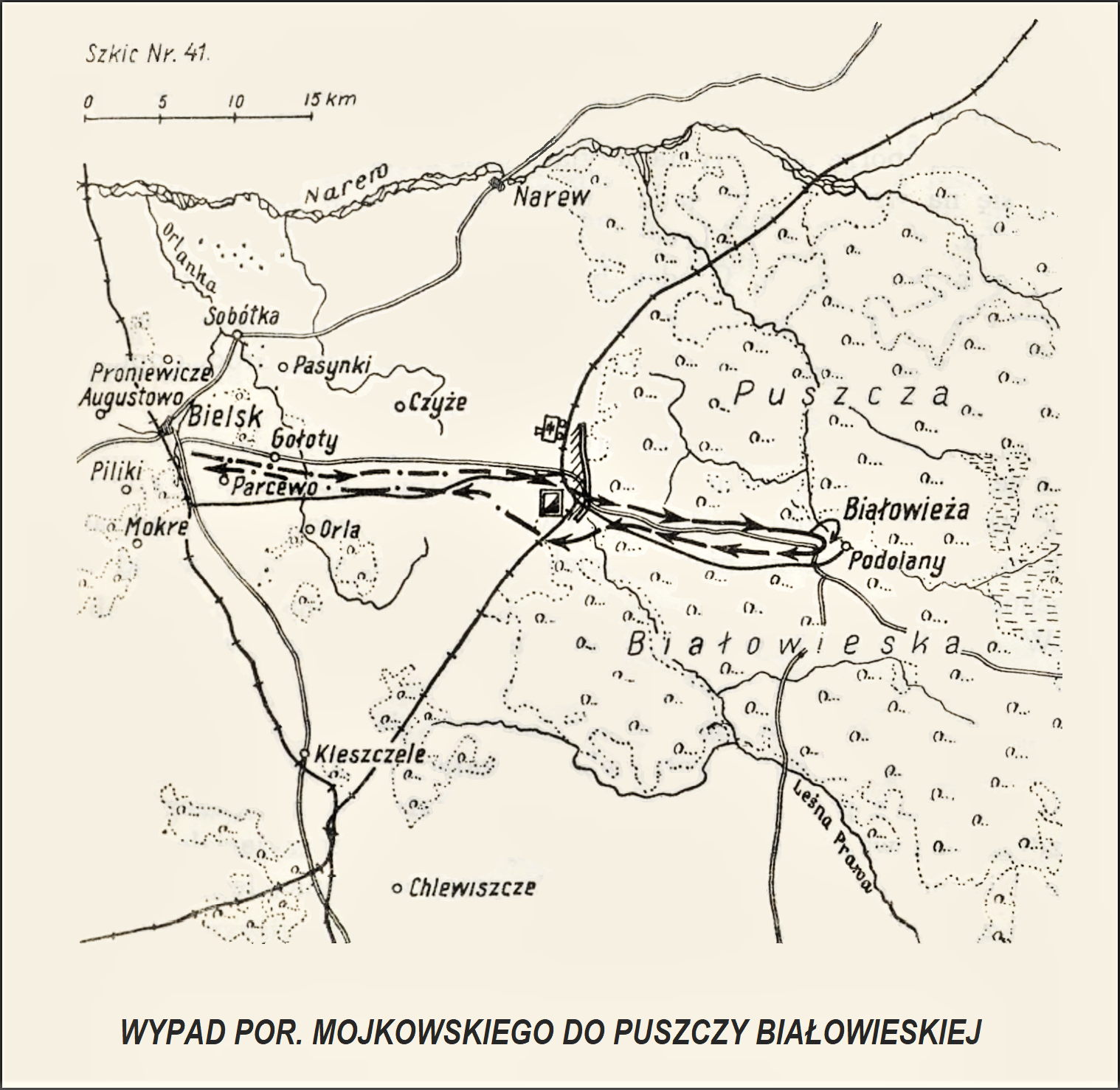
Bolesław Waligóra, Dzieje 85-go pułku Strzelców Wileńskich

21 sierpnia 1920 do rejonu Bielska przybyła 1 Dywizja Litewsko-Białoruska gen. Jana Rządkowskiego, która otrzymała zadanie ubezpieczenia od strony Puszczy Białowieskiej linii zaopatrzeniowej łączącej rozlokowaną pod Białymstokiem 1 Dywizję Piechoty Legionów przez Bielsk i Czeremchę z Siedlcami. W tym czasie dowództwo sowieckiego Frontu Zachodniego skierowało do rejonu Gródek – Kamieniec Litewski świeżo przybyłą na front z głębi Rosji 48 Dywizję Strzelców. Oddziały sowieckiej dywizji obsadziły między innymi Białowieżę i Małą Narewkę.
26 sierpnia dowódca 1 Dywizji Litewsko-Białoruskiej wydał rozkaz przeprowadzenia wypadu na Białowieżę w celu zdobycia informacji o rozmieszczeniu i siłach oddziałów sowieckich w puszczy. Do przeprowadzenia wypadu wydzielono z Wileńskiego pułku strzelców oddział 60 żołnierzy z ppor. Władysławem Cikowskim i 3 ciężkie karabiny maszynowe. Dowództwo nad nim objął oficer sztabu dywizji por. Władysław Moykowski.
27 sierpnia oddział załadowany został na ciężarówki i ruszył w kierunku Białowieży. Kolumnę samochodów poprzedzał motocykl uzbrojony w karabin maszynowy. Pod Białowieżą kolumna została ostrzelana przez sowieckie ubezpieczenia. Ranny został motocyklista. Z pobliskiej Narewki Sowieci wysłali do Hajnówki oddział liczący dwustu żołnierzy piechoty i kawalerii oraz pociąg pancerny i tym samym zagrozili okrążeniem polskiego oddziału. W tej sytuacji por. Moykowski wydał rozkaz odwrotu. Przed Hajnówką polska kolumna została ostrzelana przez pociąg pancerny. Żołnierze opuścili samochody i próbowali otworzyć sobie drogę na Bielsk. Po niepowodzeniu por. Moykowski polecił zostawić samochody i obejść lasami pozycje nieprzyjaciela. Obejście Hajnówki przybrało charakter niezorganizowany. Część żołnierzy pogubiła się i do pułku powróciła dopiero po kilku dniach. Utracono dwa ciężkie karabiny maszynowe. Większość żołnierzy zebrała się jednak przy drodze do Bielska już za Hajnówką i oddział wrócił na pozycje wyjściowe.

## Bilans walk
Działania zmotoryzowanego oddziału wypadowego zakończyły się połowicznym sukcesem. Od jeńca wziętego w starciu pod Hajnówką uzyskano ogólnikowe informacje o pojawieniu się na froncie 48 Dywizji Strzelców i jej rozmieszczeniu. Stracono jednak cały sprzęt motorowy.